# Calle Tentenecio (Salamanca)
La calle Tentenecio de Salamanca es una vía peatonal situada en el centro histórico de la ciudad.
En tiempos fue la vía principal de entrada a Salamanca por el sur desde el puente romano, al comunicar la Puerta de Aníbal o del Río con la Catedral Vieja.
La calle es peatonal en el tramo comprendido entre la plaza de Juan XXIII y la intersección con la calle Vera Cruz. Entre esta intervención y la Puerta del Río cuenta con tráfico restringido. 

## Historia del nombre de la calle
La calle debe el nombre al milagro realizado en ella por San Juan de Sahagún, patrón de la ciudad, en el S.XV. 
Caminando por ella, que entonces recibía el nombre de Santa Catalina, el santo se encontró con un toro enorme que había escapado del mercado y corría enloquecidamente calle abajo. Sahagún le gritó «¡Tente, necio!» y el toro, asombrosamente, se paró mansamente.